# Huntaway
Huntaway är en hundras från Nya Zeeland. Den är en vallhund som avlades fram under början av 1900-talet i syfte att få fram en vallande hund som var lämplig för det nyzeeländska klimatet. Den antas vara framavlad ur korsningar av border collie, bearded collie, labrador retriever, rottweiler, harrier, gordonsetter och Smithfield Collie. Rasen är nationellt erkänd av den nyzeeländska kennelklubben New Zealand Kennel Club (NZKC).